# Baía de Bristol

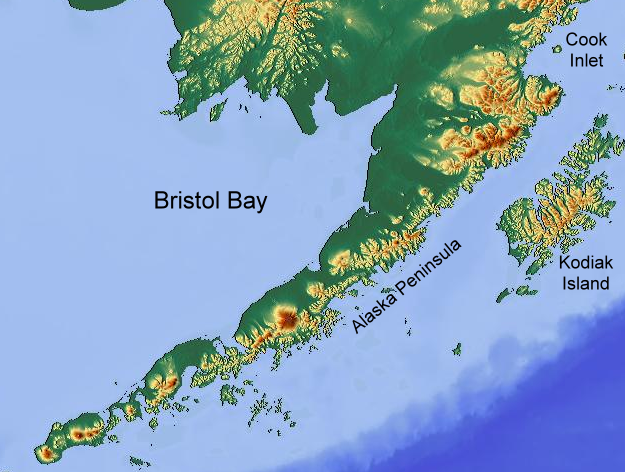
Baía de Bristol

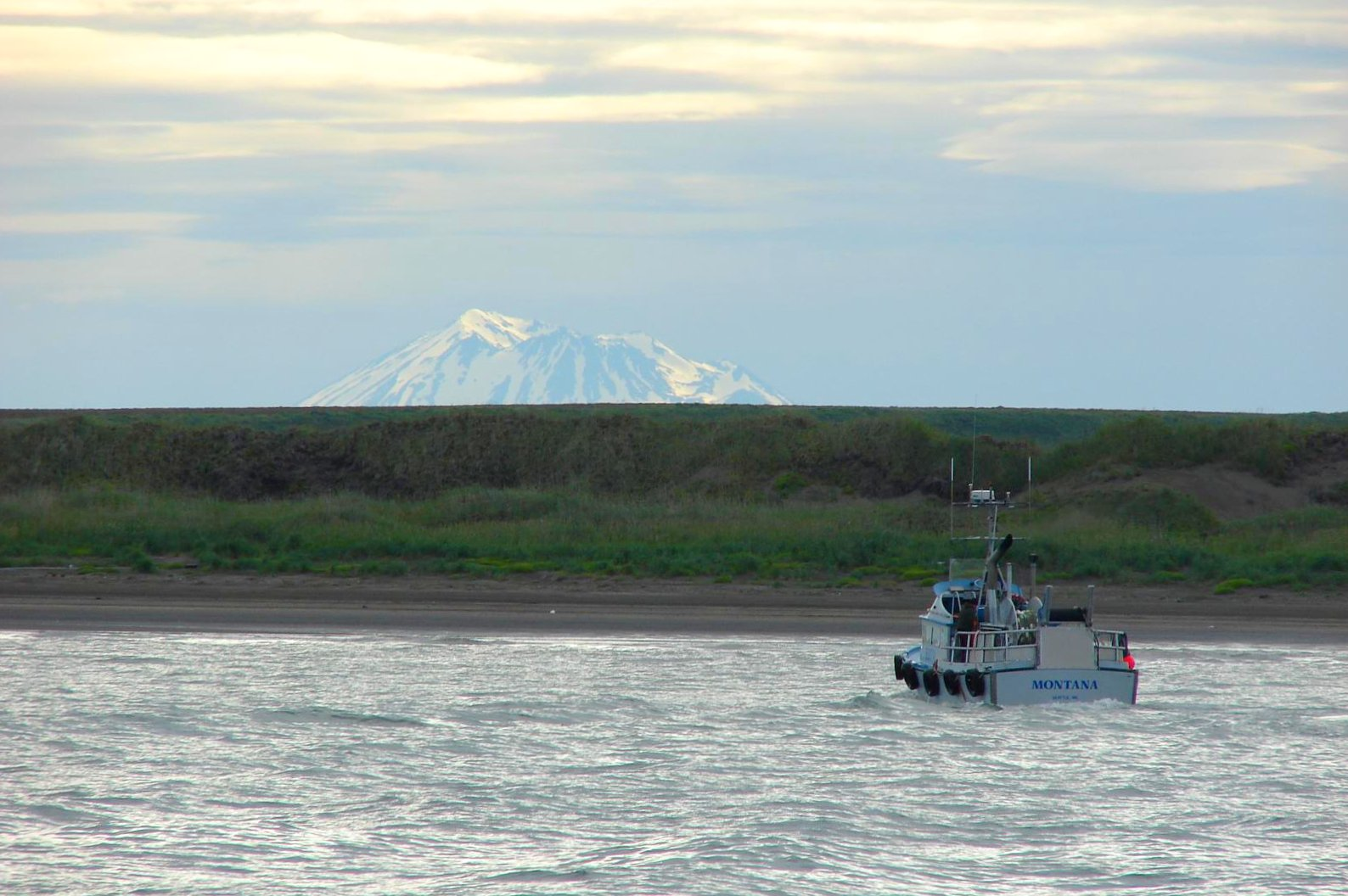
Baía de Bristol, perto da pequena baía de Ugashik

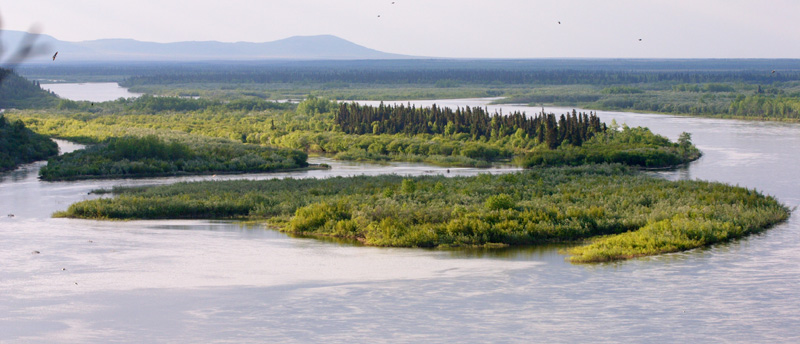
O rio Nushagak, com 450 km, é o principal rio que drena na baía de Bristol

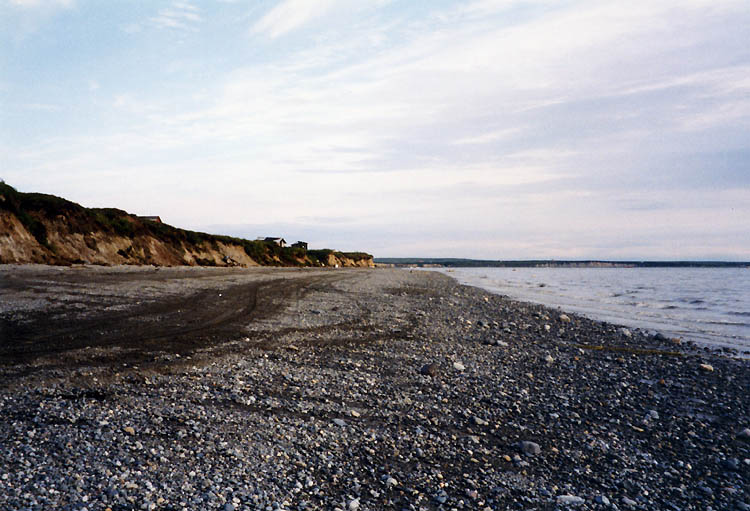
Costa da baía, perto de Naknek.

A baía de Bristol (em idioma Yupik, Iilgayaq) é uma grande baía na parte sudoeste da península do Alasca, o braço mais oriental do mar de Bering, compreendida entre as latitudes 57° a 59°N e as longitudes 157° a 162°O. A baía de Bristol tem cerca de 400 km de comprimento e 290 km de largura. Nela desagua o rio Nushagak (450 km), além de outros menores, como o Cinder, Egegik, Igushik, Kvichak (97 km), Meshik, Naknek (35 km), Togiak (77 km) e Ugashik (67 km).
As suas águas são pouco profundas, o que torna difícil a navegação para os navios de grande arqueação. É um local de pesca do caranguejo-real, Paralithodes camtschaticus.